# Mentuhotep III
Mentuhotep III – faraon – władca starożytnego Egiptu, z XI dynastii tebańskiej. Panował w latach 1995-1983 p.n.e. lub 2010-1998 p.n.e. Syn Mentuhotepa II i kontynuator jego polityki. Podczas swojego panowania, w celu ochrony przed plemionami semickimi, odbudował system twierdz położony we wschodniej części delty Nilu. W 8. roku panowania wysłał ekspedycję do krainy Punt. Grobowiec swój budował w Deir el-Bahari, nieopodal kompleksu grobowego swego ojca. Ze względu na krótki okres panowania (12 lat) nie zdążył dokończyć budowli.
Jego żoną była Imi.

## Tytulatura
| G5 |

| G5 |

| s | anx | N17 · N17 · f |

| s | anx | N17 · N17 · f |

| s | anx | N17 · N17 · f |

| s | anx | N17 · N17 · f |

| G5 |

| G5 |

| s | anx | N17 · N17 · f |

| s | anx | N17 · N17 · f |

| s | anx | N17 · N17 · f |

| s | anx | N17 · N17 · f |

| G16 |

| G16 |

| s | anx | N17 · N17 · f |

| s | anx | N17 · N17 · f |

| s | anx | N17 · N17 · f |

| s | anx | N17 · N17 · f |

| G16 |

| G16 |

| s | anx | N17 · N17 · f |

| s | anx | N17 · N17 · f |

| s | anx | N17 · N17 · f |

| s | anx | N17 · N17 · f |

| M23 · X1 | L2 · X1 |

| M23 · X1 | L2 · X1 |

| ra | s | anx | kA |

| ra | s | anx | kA |

| ra | s | anx | kA |

| ra | s | anx | kA |

| M23 · X1 | L2 · X1 |

| M23 · X1 | L2 · X1 |

| ra | s | anx | kA |

| ra | s | anx | kA |

| ra | s | anx | kA |

| ra | s | anx | kA |

| M23 · X1 | L2 · X1 |

| M23 · X1 | L2 · X1 |

| ra | s | nfr | kA |

| ra | s | nfr | kA |

| ra | s | nfr | kA |

| ra | s | nfr | kA |

| M23 · X1 | L2 · X1 |

| M23 · X1 | L2 · X1 |

| ra | s | nfr | kA |

| ra | s | nfr | kA |

| ra | s | nfr | kA |

| ra | s | nfr | kA |

| G39 | N5 |

| G39 | N5 |

| Y5 · N35 · V13 | G43 | R4 · X1 · Q3 |

| Y5 · N35 · V13 | G43 | R4 · X1 · Q3 |

| Y5 · N35 · V13 | G43 | R4 · X1 · Q3 |

| Y5 · N35 · V13 | G43 | R4 · X1 · Q3 |

| G39 | N5 |

| G39 | N5 |

| Y5 · N35 · V13 | G43 | R4 · X1 · Q3 |

| Y5 · N35 · V13 | G43 | R4 · X1 · Q3 |

| Y5 · N35 · V13 | G43 | R4 · X1 · Q3 |

| Y5 · N35 · V13 | G43 | R4 · X1 · Q3 |